# Olivais (Metro de Lisboa)
Olivais es una estación de la línea Roja del metro de Lisboa, Portugal, inaugurada el 7 de noviembre de 1998 como parte de la extensión de la línea hasta Oriente para servir a la Expo '98.
Ubicada a 36 metros de profundidad (lo que la convierte en una de las más profundas de la red) y con cuatro accesos a nivel de calle, la estación Olivais fue diseñada por el arquitecto Rui Cardim con intervenciones artísticas de Nuno de Siqueira (paneles de azulejos con simbología acerca de la historia y la modernidad de Portugal) y Cecília de Sousa (que adoptó como tema el topónimo de la estación, los olivos).
Está equipada para atender a pasajeros con movilidad reducida y dispone de ascensores y escaleras mecánicas.
Funciona todos los días del año, de 06:30 a 1:00.

## Historia
Olivais es una de las seis estaciones inauguradas en 1998 (además de la remodelación de Alameda) en la creación de la línea Roja para alcanzar a la zona de Parque las Naciones con motivo de la Exposición Especializada de Lisboa (Expo '98) que comenzó el 22 de mayo. Tanto el nuevo tramo de la línea como las estaciones Olaias, Bela Vista, Chelas y Oriente (que entonces se convertía en estación terminal de la línea Roja) estuvieron operativas a tiempo, mientras que Cabo Ruivo se abrió al público el 18 de julio de 1998 y Olivais recién el 7 de noviembre de ese mismo año.
En febrero de 2019 se iniciaron los trabajos de rehabilitación de la estación, que incluyeron tratamiento de filtraciones de agua, renovación de iluminación, modernización de escaleras mecánicas, ascensores y el sistema de bombeo, actualización del sistema de videovigilancia y limpieza de superficies. Las tareas se extendieron hasta el 3 de junio de 2020.